# Alphonse Beau de Rochas
Alphonse Eugène Beau de Rochas (Digne-les-Bains, França, 9 d'abril de 1815 - 27 de març de 1893) és l'autor de la primera descripció teòrica completa i correcta del cicle termodinàmic de quatre temps, que, continguda en la relació d'una patent aconseguida el 16 de gener de 1861, va passar aviat al domini públic, ja que la seva precària situació econòmica no li permetia pagar l'anualitat de la mateixa.

## Biografia
Beau de Rochas era un modest empleat de la Compagnie du Midi, quan va decidir deixar el seu lloc per poder comprovar les seves pròpies idees i dur a terme els seus experiments. No obstant això, va acceptar una forma de col·laboració no retribuïda en el laboratori d'Erouard, constructor d'aparells científics, a canvi de l'accés a l'instrumental. Vivia en una barraca en Vincennes i es traslladava a peu cada matí, fes el temps que fes, al Bulevard Voltaire, car no disposava dels pocs diners necessaris per pagar el bitllet d'un òmnibus de cavalls. Al maig de 1891 va acabar per sucumbir a les penalitats, tot i que l'ajuda de 3.000 francs que li hagués permès obtenir la beca que li va buscar Hirsch, director del Conservatoire des Arts et Métiers, li hagués evitat morir literalment de gana.
Va mantenir estretes relacions de companyonia amb Marcel Desprez, teòric de l'electrotècnia, i amb el professor Cailletet, ampliador de les lleis sobre la liqüefacció dels gasos. En altres memòries, menys conegudes que la part central de la seva cèlebre patent, va preveure l'encesa per compressió de la mescla, va descriure els motors de doble efecte i va explicar teòricament el cicle de 2 temps amb compressió dels gasos.
Privat de tot reconeixement en vida, el seu treball va ser valorat per una monografia de l'alemany Gulner el 1911 i en una reunió presidida per André Labarthe el gener de 1936 per la Société des Ingénieurs de l'Automobile. Però qui realment li va fer justícia va ser Baudry de Saunier, amb una apassionant obra de divulgació.